# Уамантла
Уамантла (исп. Huamantla)  —   город и муниципалитет в Мексике, входит в штат Тласкала. Население — 77 076 человек.

## История
Город основан в 1534 году.